# Alleanza Nazionale Somala
L'Alleanza Nazionale Somala (in inglese:  Somali National Alliance,  SNA) era un'alleanza politica somala, con una forza paramilitare, fondata nel giugno del 1992 dal generale, politico e signore della guerra Mohammed Farah Aidid.
L'Alleanza nacque dall'unione di diverse fazioni armate sorte con l'inizio della guerra civile somala, scoppiata nel 1991. Le componenti principali furono la fazione di Aidid appena fuoriuscita dal Congresso della Somalia Unita, il Movimento patriottico somalo ed altre fazioni presenti nel sud della Somalia. La base del SNA fu la capitale Mogadiscio. Il clan di gran lunga prevalente all'interno dell'Alleanza fu quello degli Hauia.
Con la nascita del SNA questi gruppi armati formarono un'unica fazione che agiva in maniera compatta nella guerra civile. Nemiche accanite dell'Alleanza furono le milizie di Ali Mahdi Mohamed, la cui nomina a presidente della Somalia all'inizio della guerra civile aveva causato la scissione del gruppo di Aidid dal Congresso della Somalia Unita.
L'SNA fu il principale avversario delle forze ONU inviate in Somalia nella missione UNOSOM II, e le fronteggiò nella nota battaglia di Mogadiscio con un numero di miliziani compreso tra i 2.000 ed i 4.000. Aidid, leader indiscusso dell'Alleanza, fu il primo obiettivo delle truppe ONU, che tuttavia non riuscirono a catturarlo ed abbandonarono il paese con un nulla di fatto nel 1995.
Terminato l'intervento internazionale Aidid si proclamò presidente della Somalia, senza peraltro ottenere alcun riconoscimento internazionale. Anche nella sostanza l'SNA non esercitò praticamente nessun controllo su ampie zone del paese, ed anzi era presente solo a Mogadiscio e nella Somalia meridionale.
Dopo la morte di Aidid, avvenuta nell'agosto 1996, l'SNA fu comandata da suo figlio Hussein, che ereditò anche il preteso titolo di presidente.
Il 17 dicembre 1996 le milizie di Mahdi Mohamed, ex presidente e già grande nemico di Aidid padre, attaccarono il quartier generale di Hussein a Mogadiscio in cinque giorni di combattimenti che costarono 135 morti.
L'Alleanza cessò di esistere nel 2001, sostituita dal Consiglio di riconciliazione e restaurazione della Somalia, che lo stesso Hussein fondò per unirsi ad altri signori della guerra nel combattere contro il Governo nazionale di transizione.